# ستيوارت إملاتش
ستيوارت إملاتش (بالإنجليزية: Stewart Imlach)‏ مواليد 6 يناير 1932 في اسكتلندا - الوفاة 7 أكتوبر 2001 في إنجلترا، كان لاعب كرة قدم اسكتلندي كان يلعب كمهاجم. سبق له أن لعب في كأس العالم لكرة القدم مع منتخب بلاده. لعب خلال مسيرته 426 مباراة سجل خلالها 75 هدفاً.

## المسيرة الاحترافية

### أندية لعب لها
- نادي بوري
- ديربي كاونتي
- نوتينغهام فورست
- نادي لوتون تاون
- كوفنتري سيتي
- كريستال بالاس
- نادي دوفر
- نادي تشيلمسفورد

## روابط خارجية
- ستيوارت إملاتش على موقع الاتحاد الدولي (مؤرشف)  (الإنجليزية)
- ستيوارت إملاتش على موقع قاعدة بيانات كرة القدم.إي يو (الإنجليزية)
- ستيوارت إملاتش على موقع ناشيونال فوتبول تيمز (الإنجليزية)